# Gottfried Lessing
Gottfried Anton Nicolai Lessing (San Petersburgo, Rusia, 1914  – Kampala, Uganda, 1979) fue un abogado, diplomático y activista político alemán. Por culpa del nazismo, ya que era judío y comunista, tuvo que huir de Alemania un año antes de que estallara la Segunda Guerra Mundial, primero a Inglaterra y finalmente a Rodesia, hoy Zimbawe. Allí conoció y se casó con Doris Lessing, con quien tuvo un hijo.
En aquellos tiempos también le unían a su mujer, de la que más tarde se separó, su activismo comunista.
Terminada la guerra y divorciado de Doris, acabaría volviendo a Alemania, más exactamente a la República Democrática Alemana. En 1950 se radica en Berlín Este. Y en 1951 se hará miembro del Partido Socialista Unificado de Alemania.
Posteriormente desempeñó importantes cargos diplomáticos, uno de ellos como embajador en Uganda. En este país falleció por una explosión de granada cuando intentaba huir junto con su tercera mujer en el momento en que tropas ugandesas rebeldes entraban desde Tanzania para derrocar a Idi Amin.